# EIS Kenniscentrum Insecten en andere ongewervelden
EIS Kenniscentrum Insecten, voorheen EIS-Nederland (European Invertebrate Survey NL), is een non-profitorganisatie die zich inzet voor de bevordering de kennis over insecten en andere ongewervelde dieren en pleit voor een betere bescherming van deze organismen. Het bureau van EIS is gevestigd in het museum Naturalis (Leiden) en kan gebruikmaken van de expertise van de wetenschappers, de unieke zoölogische bibliotheek en de omvangrijke collecties van ongewervelde dieren in Naturalis. In ruil daarvoor heeft Naturalis toegang tot het uitgebreide netwerk van amateur entomologen in Nederland.
Een belangrijk middel bij het bereiken van de doelstellingen is het beschikbaarheid maken van kennis over de verspreiding, de ecologie en het beheer van ongewervelden. Hiervoor wordt samengewerkt met een circa 50 werkgroepen. Elk van deze werkgroepen is gericht op een specifieke diergroep variërend van libellen tot pissebedden.  EIS heeft de beschikking over een groot archief aan historische gegevens van de Nederlandse ongewervelde fauna.
De verspreidingsgegevens en kennis over ecologie worden steeds meer ingezet ten behoeve van andere organisaties. In de afgelopen jaren zijn opdrachten uitgevoerd voor natuurbeschermingsorganisaties, de landelijke overheid, provincies, gemeenten en adviesbureaus. Ook zijn verschillende Europese projecten uitgevoerd. Voor veel diergroepen wordt samengewerkt met andere organisaties zoals Stichting ANEMOON, De Vlinderstichting, de Nederlandse Vereniging voor Libellenstudie, de Nederlandse Entomologische Vereniging en de Loopkeverstichting. 
EIS maakt deel uit van de SoortenNL, een samenwerkingsverband van Soortenorganisaties.